# Tempête solaire (roman)
Pour les articles homonymes, voir Tempête (homonymie).
Tempête solaire (titre original : Sunstorm) est un roman de science-fiction écrit par Arthur C. Clarke et Stephen Baxter, publié en langue originale en 2005 puis traduit et publié en France en 2011. C’est le deuxième tome de L'Odyssée du temps,.

## Résumé
Après cinq ans passés sur Mir, une planète composée de fragments de la Terre copiés depuis différentes époques, Bisesa Dutt rentre chez elle à Londres et retrouve sa fille Myra, le 9 juin 2037, un jour seulement après son enlèvement le 8 juin au Pakistan. Elle seule est porteuse de deux informations capitales : une espèce extraterrestre très puissante appelée les Premiers-Nés surveille l’humanité, et la Terre va être vitrifiée.
Le même jour, une exceptionnelle éruption solaire détruit une bonne partie des équipements électroniques du monde. Un brillant physicien nommé Eugène comprend que cet événement n’est qu’un précurseur d’une effroyable explosion au cours de laquelle le soleil détruira toute vie sur Terre le 20 avril 2042.
Une organisation multinationale s’organise rapidement afin de construire en moins de 5 ans un titanesque bouclier qui protégera la Terre des radiations mortelles. Les principales villes seront aussi protégées par des dômes gigantesques.
La construction du bouclier fait appel à toutes les ressources de l’humanité sur Terre et ailleurs. La Lune, équipée d'une catapulte électromagnétique, est notamment transformée en une usine pour la charpente, tandis que la toile est «cultivée» par chaque habitant dans le monde.
Grâce à Bisesa, l’élite politique, scientifique et militaire, apprend que ce cataclysme n’est pas naturel. Les Premiers-Nés ont décidé de prolonger l’existence de l’univers au maximum par tous les moyens. Or l’humanité, ainsi que toute autre espèce intelligente, va, si personne ne l’arrête, se disperser dans l’espace et puiser dans toutes les réserves d’énergie de l’univers. L’espèce humaine doit donc être éradiquée en détraquant le soleil.
Juste avant le grand jour, des signaux électromagnétiques, copies des trois grandes intelligences artificielles créées par les hommes, sont envoyées dans l’espace dans l’espoir d’être perçues et décodées. Chacune porte en elle une parcelle de l’Humanité.
Le bouclier, terminé à temps, préserve l’essentiel de la vie sur Terre. L’humanité respire et compte reconstruire ce qui peut l’être au sol, et accélérer son expansion dans l’univers, clé de sa survie.

## Personnages
- Bisesa Dutt : lieutenant, observatrice britannique, témoin des événements surnaturels sur Mir.
- Myra : fille de Bisesa.
- Burton Tooke : colonel américain, commandant de la base lunaire.
- Siobhan McGorran : Astronome royale britannique
- Miriam Grec : Premier ministre d’Eurasie
- Eugene Mangles : physicien, spécialiste des neutrinos, chercheur sur la Lune, maladroit en relations humaines.
- Mikhaïl Martynov : physicien, spécialiste du soleil, chercheur sur la Lune, amoureux d’Eugène.
- Aristote : intelligence artificielle basée sur la Terre.
- Thalès : intelligence artificielle basée sur la Lune.
- Athéna : intelligence artificielle devant gérer le bouclier pendant la tempête.